# Грене (Ізер)
Грене́, Ґрене (фр. Grenay) — муніципалітет у Франції, у регіоні Овернь-Рона-Альпи, департамент Ізер. Населення — 1635 осіб (01.01.2021).
Муніципалітет розташований на відстані близько 410 км на південний схід від Парижа, 22 км на південний схід від Ліона, 75 км на північний захід від Гренобля.

## Історія
До 2015 року муніципалітет перебував у складі регіону Рона-Альпи. Від 1 січня 2016 року належить до нового об'єднаного регіону Овернь-Рона-Альпи.

## Демографія
Динаміка населення (INSEE ):
Розподіл населення за віком та статтю (2006):
| Стать | Всього | До 15 років | 15-24 | 25-44 | 45-64 | 65-85 | Понад 85 |
| --- | ------ | ----------- | ----- | ----- | ----- | ----- | -------- |
| Чоловіки | 760    | 239         | 98    | 215   | 148   | 56    | 4        |
| Жінки | 623    | 137         | 74    | 196   | 157   | 51    | 8        |
| \| Статево-вікова піраміда \| Статево-вікова піраміда \| Статево-вікова піраміда \| \| ----------------------- \| ----------------------- \| ----------------------- \| \| Чоловіки \| Вік \| Жінки \| \| 4 \| 85 + \| 8 \| \| 0 \| 80-84 \| 4 \| \| 16 \| 75-79 \| 4 \| \| 24 \| 70-74 \| 27 \| \| 16 \| 65-69 \| 16 \| \| 31 \| 60-64 \| 20 \| \| 27 \| 55-59 \| 47 \| \| 27 \| 50-54 \| 35 \| \| 63 \| 45-49 \| 55 \| \| 82 \| 40-44 \| 59 \| \| 51 \| 35-39 \| 71 \| \| 43 \| 30-34 \| 39 \| \| 39 \| 25-29 \| 27 \| \| 35 \| 20-24 \| 39 \| \| 63 \| 15-20 \| 35 \| \| 78 \| 10-14 \| 67 \| \| 90 \| 5-9 \| 39 \| \| 71 \| 0-4 \| 31 \| |        |             |       |       |       |       |          |
| Статево-вікова піраміда |        |             |       |       |       |       |          |
| Чоловіки | Вік    | Жінки       |       |       |       |       |          |
| 4 | 85 +   | 8           |       |       |       |       |          |
| 0 | 80-84  | 4           |       |       |       |       |          |
| 16 | 75-79  | 4           |       |       |       |       |          |
| 24 | 70-74  | 27          |       |       |       |       |          |
| 16 | 65-69  | 16          |       |       |       |       |          |
| 31 | 60-64  | 20          |       |       |       |       |          |
| 27 | 55-59  | 47          |       |       |       |       |          |
| 27 | 50-54  | 35          |       |       |       |       |          |
| 63 | 45-49  | 55          |       |       |       |       |          |
| 82 | 40-44  | 59          |       |       |       |       |          |
| 51 | 35-39  | 71          |       |       |       |       |          |
| 43 | 30-34  | 39          |       |       |       |       |          |
| 39 | 25-29  | 27          |       |       |       |       |          |
| 35 | 20-24  | 39          |       |       |       |       |          |
| 63 | 15-20  | 35          |       |       |       |       |          |
| 78 | 10-14  | 67          |       |       |       |       |          |
| 90 | 5-9    | 39          |       |       |       |       |          |
| 71 | 0-4    | 31          |       |       |       |       |          |

## Економіка
2010 року серед 992 осіб працездатного віку (15—64 років) 761 була активною, 231 — неактивною (показник активності 76,7%, у 1999 році було 75,7%). З 761 активної мешканців працювали 702 особи (358 чоловіків та 344 жінки), безробітними було 59 (32 чоловіки та 27 жінок). Серед 231 неактивної 98 осіб було учнями чи студентами, 82 — пенсіонерами, 51 була неактивною з інших причин.

У 2010 році в муніципалітеті числилось 485 оподаткованих домогосподарств, у яких проживали 1428,5 особи, медіана доходів виносила 21 813 євро на одного особоспоживача